# Nakaloke
Nakaloke – miasto w Ugandzie, w dystrykcie Sironko.